# Herbi
Herbi is een historisch merk van motorfietsen.
De bedrijfsnaam was: Herbi-Werk, Gebrüder Herbig, Bad Liebwerda.
Dit was een Tsjecho-Slowaaks merk dat goede motorfietsen met 198cc-Blackburne-zijklepmotoren en 498cc-Küchen-kopkleppers maakte. De productie begon in 1925 en werd in 1928 beëindigd.